# Pakarána
A pakarána (Dinomys branickii) a rágcsálók (Rodentia) rendjébe és a pakaránafélék (Dinomyidae) családjába tartozó egyetlen faj.
Neve a tupi indiánok nyelvéből származik, és jelentése: „hamis paka”. Az állat ugyanis a külső jegyei alapján nagyon hasonlít a szintén Dél-Amerikában honos pettyes pakára (Cuniculus paca).

## Rendszertani helye

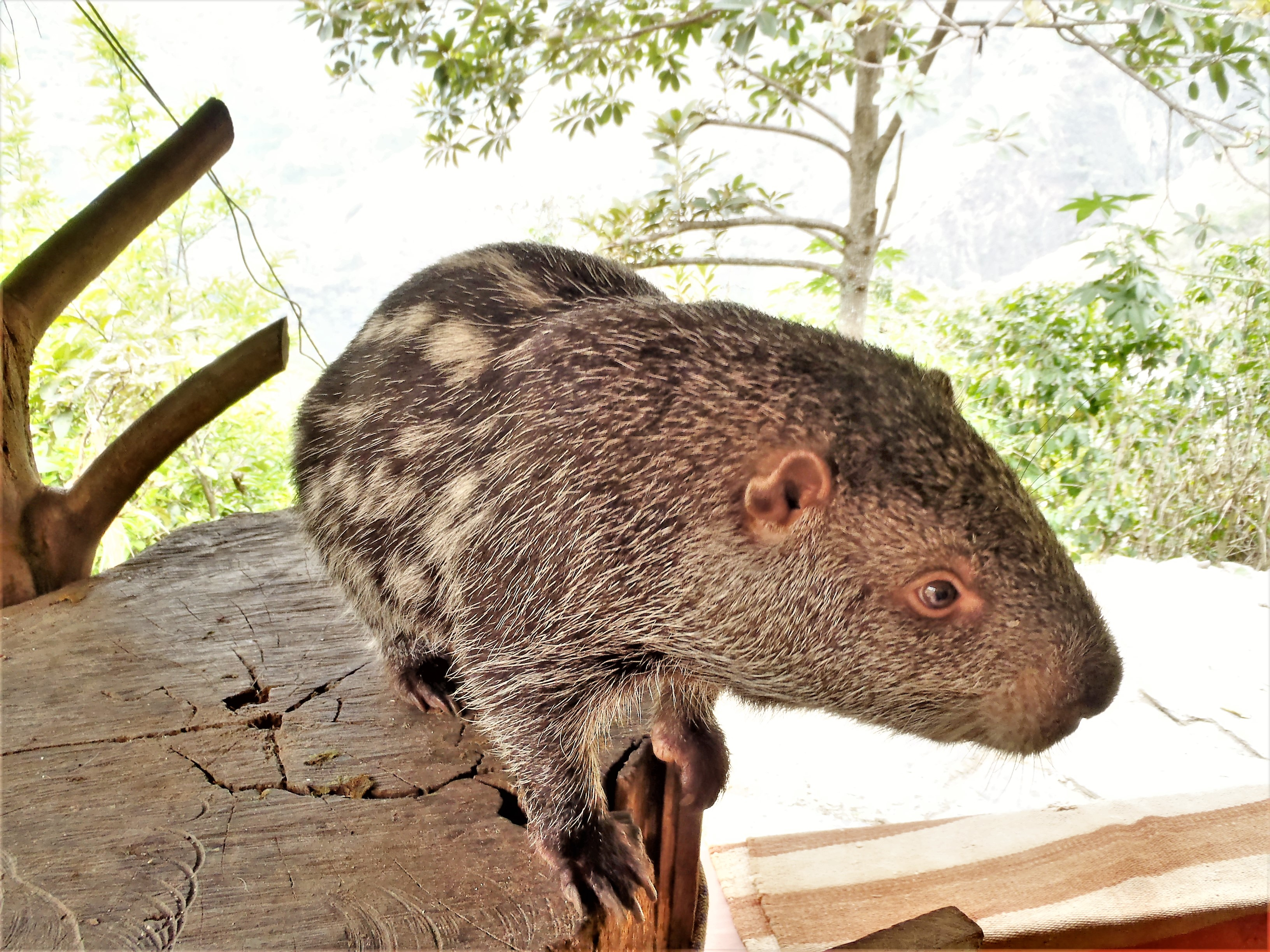
Perui példány

A fajt 1873-ban fedezte fel Constantin Jelski professzor, a lengyelországi krakkói múzeum kurátora. Constantin Branicki gróf anyagi támogatásával Jelski zoológiai felfedező utakat tett Peruban, amikor egy napon napfelkeltekor egy rendkívül nagy, ám teljesen ismeretlennek tűnő rágcsálót figyelt meg. Nagyon hosszú bajsza volt és viszonylag hosszú farka, egy ültetvény gyümölcsfái között bóklászott Vitoc közelében, a kelet-perui Andokban. A tudós gyorsan a másvilágra küldte az állatot, és csontvázának nagy részét, valamint a bőrét elküldte Varsóba, ahol rendkívül felkeltette Wilhelm Peters professzor, a berlini állatkert igazgatójának figyelmét, aki precízen és behatóan tanulmányozta az állat anatómiáját. Miután felismerte, hogy ez a hatalmas rágcsáló hihetetlen módon egy teljesen új fajt képvisel, 1873 végére közreadta tudományos leírását, melyben Dinomis branickii-nek, tehát „Branicki szörnyű egeré”-nek nevezte el.  
Peters beható vizsgálata kimutatta, hogy tulajdonságait tekintve az állat meghökkentő módon ötvözi magában több, teljesen különböző rágcsálócsalád sajátságait. Irháját és végtagjainak felépítését tekintve meglehetősen hasonló a pakához, de az öt lábujjú (pentadactyl) pákával szemben a pakarának minden mancsán csak négy ujj helyezkedik el. Koponyájának és csontvázának sok jellemzője (nem beszélve hosszú, szőrös farkáról) szintén jól elkülöníti a pakától, különösen szegycsontjának lapos, elülső része, és a kulcscsontok fejlettsége. Az állat néhány kevésbé szembetűnő anatómiai vonása a vízidisznóra emlékeztet, míg mások (köztük zápfogainak alakja) közelebbi rokonságot mutatnak a csincsillafélékkel. Más jellegzetességeket is találtak, melyek a karib szigeteki hutiákkal való rokonságra engednek következtetni. Nem csoda tehát, hogy Peters úgy döntött, hogy egy teljesen külön rendszertani családot hoz létre a számára, a pakaránafélék családját (Dinomyidae), melynek egyetlen ma is élő képviselője.
A családba sorolt összes többi faj az oligocén korban élt Dél-Amerikában és a földtörténeti jelenkort egyik faj sem érte meg. A család néhány kihalt faja (Josephoartigasia monesi, Phoberomys pattersoni, Telicomys giganteus) a legnagyobb valaha élt rágcsálók közé tartozott.

## Elterjedése
A pakarána őshazája Dél-Amerika északi részének hegyvidéki esőerdeiben van. Az Andok előhegyeiben honos, Venezuela, Kolumbia, Ecuador és Peru területén.

## Megjelenése
A pakarána a vízidisznó (Hydrochoerus hydrochaeris) után Dél-Amerika második legnagyobb testű rágcsálója. A rágcsálók közül csak a két hód faj testesebb még nála, így összességében a negyedik legnagyobb jelenleg is élő rágcsálófaj.
Testhossza 73-80 centiméter, sűrű bundával fedett farka elérheti testhosszának akár negyedrészét is (20 centiméter). Súlya 10-15 kilogramm. Masszív testfelépítésű állat. Feje különösen nagy és széles. Fülei kerekek és kicsik, szeme viszonylag nagy. Bajuszszálai igen hosszúak, olykor hosszabbak, mint az állat feje.
Szőrzete felül sötétbarna, hátán két sorban fehér pettyek láthatóak. oldalán két rövid, fehér csík van. Hasa világos. Rövid, erős lábain négy ujj és azokon erős ásókarmok láthatóak.

## Életmódja
A pakarána a folyók menti hegyvidéki erdők lakója, egészen 3000 méteres magasságig előfordul. Elsősorban talajlakó faj, bár szükség esetén jól tud kúszni is. Nagy ásókarmai ellenére viszonylag ritkán ás magának odút a földbe, inkább természetes sziklaodúba fészkeli be magát.
Éjszakai életmódú, magányos faj. Az egyedek egymással elsősorban hangokkal kommunikálnak, így lábaikkal a talajt rugdossák, csikorgatják a fogukat. A fogságban tartott egyedek valamennyien nagyon nyugodt, barátságos természetűek voltak.
A pakarána gyümölcsökkel, magvakkal, levelekkel táplálkozik. Evés közben gyakran a hátsó lábaira kuporodik, miközben mellső mancsaival fogja az ennivalót.

## Szaporodása
A pakarána szaporodási szokásai nem nagyon ismertek. A nőstény 220-280 napos vemhesség után egy vagy nagyon ritkán kettő utódot hoz a világra. Fogságban a faj egyedei akár 13 éves kort is elérhetnek.

## Természetvédelmi helyzete
A pakarána csendesen élő, visszahúzódó állat, ezért életéről nagyon kevés információja van a tudománynak. A fajt 1873-ban fedezték fel és azóta már többször úgy tűnt, hogy kihalt. Állományai valószínűleg nem túl nagyok. Elsősorban az élőhelyüket jelentő esőerdők irtása és a húscélú vadászat miatt ritkultak meg, bár korábbi állományukról sincs semmilyen adat.
Jelenleg a Természetvédelmi Világszövetség a fajt a „veszélyeztetett” kategóriába sorolja a Vörös Listán.
Más elképzelések szerint rejtőzködő életmódját, valamint nehezen hozzáférhető előfordulási helyeit figyelembe véve, elképzelhető, hogy sokkal gyakrabban előforduló állatról van szó, mint azt korábban gyanították.

### Fordítás
Ez a szócikk részben vagy egészben  a   Pakarana című német Wikipédia-szócikk ezen változatának fordításán alapul.  Az eredeti cikk szerkesztőit annak laptörténete sorolja fel. Ez a jelzés csupán a megfogalmazás eredetét és a szerzői jogokat jelzi, nem szolgál a cikkben szereplő információk forrásmegjelöléseként.